# Chorherrenstift St. Peter Embrach
Das Chorherrenstift St. Peter war ein Kollegiatstift vermutlich der Augustiner-Chorherren, das sich im heutigen Dorfzentrum von Embrach befand und im Zuge der Reformation 1524 aufgelöst wurde.

## Gründungssage

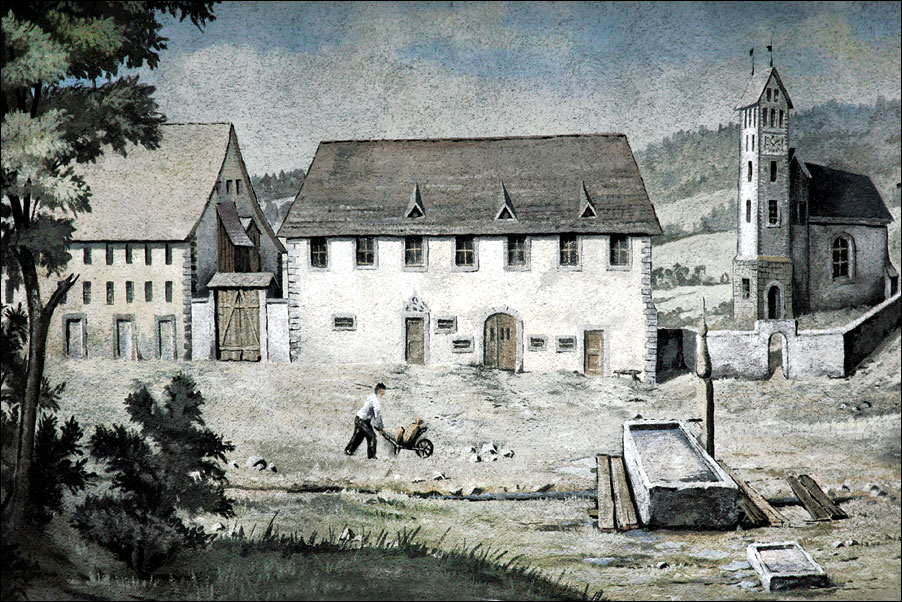
Zehntenscheune, Amtshaus und alte Kirche von Embrach. Radierung von David Herrliberger (1697–1777)

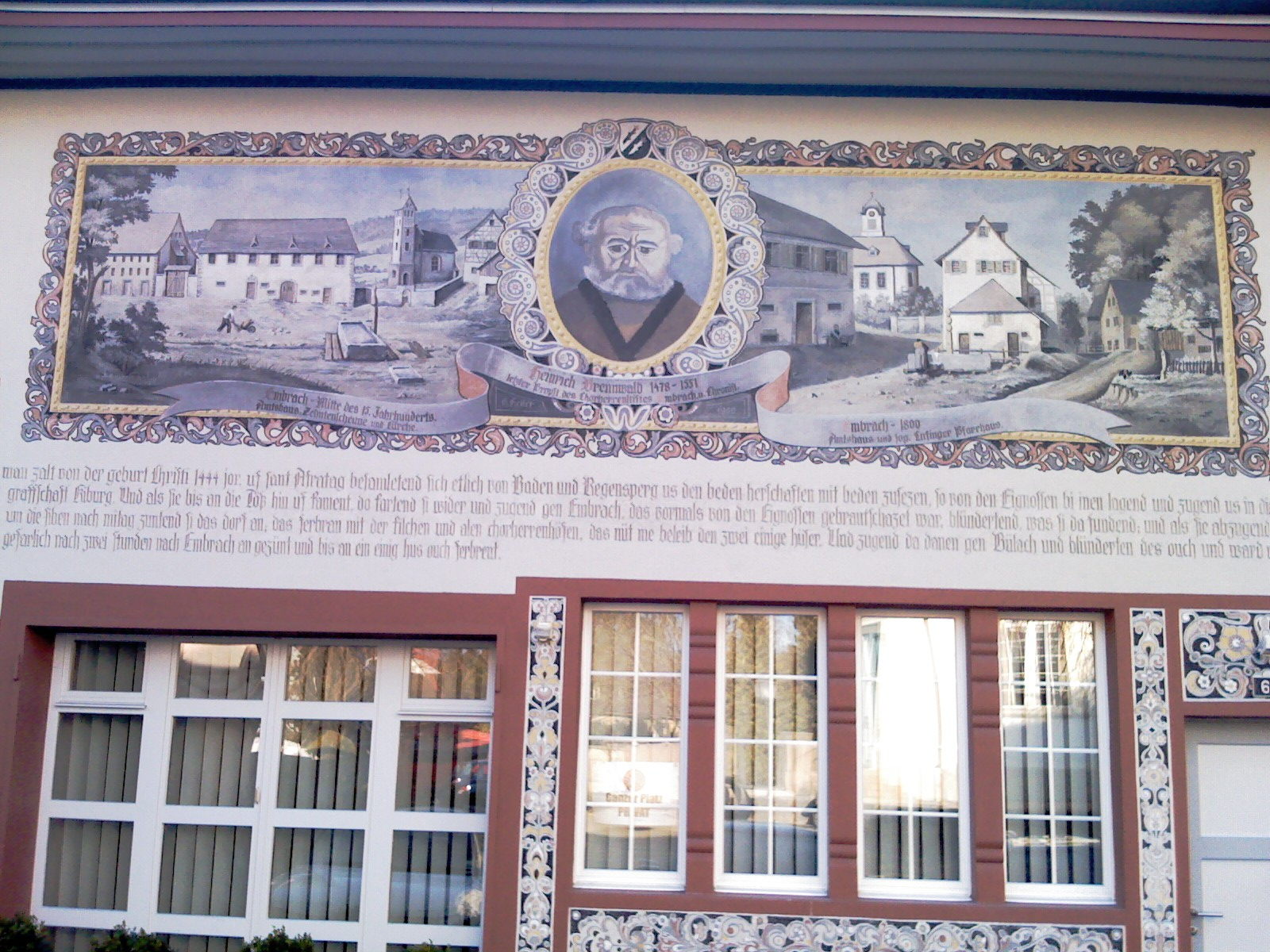
Das Fassadengemälde zeigt die Zerstörung Embrachs 1444 durch die Eidgenossen

Die Gründungssage des Chorherrenstifts wird in der Chronik von Heinrich Brennwald in den Jahren 1508 bis 1516 erstmals erwähnt. Hans Heinrich Bluntschli berichtet in seinen Memorabilia Tigurina aus dem Jahr 1742, auf dem Irchel hätten zwei Waldbrüder gelebt. Der eine habe den anderen ermordet und das Bruderhäuslein angezündet, damit man meine, der ermordete Bruder habe das Häuslein verwahrlost und sei verunglückt. Der Leichnam des Ermordeten sei aber beim Brand unversehrt geblieben und habe als Hinweis, dass der andere Waldbruder der Mörder sei, bei dessen Herannahen heftig zu bluten begonnen. Daraufhin sei der Mörder dem Grafen von Kyburg übergeben und zum Tode verurteilt worden. Der ermordete Waldbruder sei in Embrach begraben und über seinem Grab eine Kapelle errichtet worden. Die Menschen hätten den Ermordeten als Heiligen verehrt und Wallfahrten zu seinem Grab veranstaltet. Auch sei nach und nach grosses Gut gestiftet und mit Bewilligung der Grafen von Kyburg schliesslich ein Kloster der regulierten Chorherren errichtet worden.

## Geschichte
Grundmauern des ersten Klosterbaus wurden auf das 9. Jahrhundert datiert. Sie wurden bei Ausgrabungen der Denkmalpflege im Jahre 1992 freigelegt. Im 11. Jahrhundert wurde das Chorherrenstift St. Peter gegründet, der Sage nach vom Landgrafen Huno von Kyburg gestiftet. Die schon bestehende Kirche dürfte bereits zu früherer Zeit dem hl. Petrus geweiht worden sein. Hunfried, Domherr zu Strassburg, überschrieb 1044 Embrach dem Bischof Wilhelm von Strassburg. Das bestehende Chorherrenstift wurde der Kirche Strassburg geschenkt (Hunfried-Urkunde). Die Rechte der Kirche Strassburg in und um Embrach gelangten später grösstenteils in den Lehenbesitz der Grafen von Toggenburg und von diesen an die Kyburger und Habsburger. Im Jahr 1189 ist belegt, dass der Embracher Propst Reginhard die Abtei Saint-Maurice im Wallis besuchte und sich vom damaligen Abt Wilhelm II. für sein Gotteshaus Reliquien der Thebäischen Legion besorgte. Die Bezeichnung Prepositus in dieser Urkunde für Reginhard belegt die Existenz eines Chorherrenstifts in Embrach im ausgehenden 12. Jahrhundert. Das Chorherrenstift wies anfänglich zwölf, dann elf Chorherren auf, die alle ihre bestimmten Pfründen hatten, aus denen sie lebten. Dem Stift stand ein Propst vor, auf dessen Siegel jeweils der hl. Petrus abgebildet war. Der Propst war zugleich Pfarrer von Embrach, liess die Seelsorge jedoch durch einen Leutpriester verrichten.
Die St. Peterskirche in Embrach war Mittelpunkt einer ausgedehnten Pfarrei. Dazu gehörten die Dörfer und Höfe rund um Embrach. Im 14. und 15. Jahrhundert erwarb das Chorherrenstift Embrach zahlreiche Grundstücke und Häuser im Zürcher Unterland, aber auch in Winterthur und Zürich. Der Propst besass die Niedere Gerichtsbarkeit für kleine Vergehen. Die Hochgerichtsbarkeit lag beim Grafen von Kyburg, später Habsburg.
Im Sempacherkrieg 1386 plünderten und brandschatzten Eidgenossen Kirche und Stift. Der Wiederaufbau begann 1392. Im Jahr 1445 ist belegt, dass das Chorherrenstift neben dem hl. Petrus zusätzlich dem hl. Paulus geweiht war. Erbstreitigkeiten um die Ländereien der Toggenburger führten 1444 zum Alten Zürichkrieg. In diesen Wirren wurden grosse Teile des Dorfs Embrach und des Chorherrenstifts wiederum von den Eidgenossen vollständig zerstört. Zum zweiten Mal innert weniger als 60 Jahren lagen die Stiftsgebäude samt der St. Peterskirche in Schutt und Asche. Der Propst war geflohen und hatte in Zürich, wo er Kanoniker bei S.S. Felix und Regula war, Zuflucht gefunden. Von den Stiftsherren blieben nur wenige in Embrach zurück. Dorf, Stift und Kirche wurden ab 1446 neu aufgebaut. Eberhard Nellenburger gesellte sich 1448 zu den zurückgebliebenen Stiftsherren und erwies sich beim Wiederaufbau des Stifts als derart tüchtig, dass er vom Papst persönlich zum neuen Propst ernannt wurde. Die neu erbaute gotische Stiftskirche besass neben dem zu Ehren des hl. Petrus geweihten Hochaltar noch sechs Nebenaltäre. Anfang des 16. Jahrhunderts wurde zusätzlich eine St.-Gallus-Kapelle erwähnt, in der damals die Kapitelversammlungen stattfanden.

### Niedergang und Aufhebung
In den letzten 20 bis 30 Jahren vor der Reformation war es um das Chorherrenstift nicht mehr gut bestellt. Einige Stiftsherren führten einen anstössigen Lebenswandel, der Chordienst liess zu wünschen übrig, und um die Stiftsökonomie war es schlecht bestellt. Deshalb verstärkte die Stadt Zürich gegen Ende des 15. Jahrhunderts die Kontrolle über die unter Propst Johannes von Cham vernachlässigte Stiftsökonomie. Der letzte Propst, Heinrich Brennwald, erreichte zwar eine Verbesserung der Zustände, doch am 19. September 1524 erfolgte die Übergabe des Chorherrenstifts Embrach an die Stadt Zürich, die das Stift aufhob und das sogenannte Embracher Amt gründete, das bis 1798 existierte. Die Stiftskirche wurde als reformierte Kirche weiterverwendet, bis sie im Jahr 1778 einstürzte und durch die heutige reformierte Kirche ersetzt wurde. Die Insignien des hl. Petrus, die beiden Schlüssel, finden sich heute im Wappen der politischen Gemeinde Embrach wieder. Die katholische Kirche Embrach hat aufgrund des Chorherrenstifts St. Peter den heiligen Petrus als Kirchenpatron.